# Jeglyané
Jeglyané ou Žegljane (en macédonien Жегљане) est un village du nord de la Macédoine du Nord, situé dans la municipalité de Staro Nagoritchané. Le village comptait 86 habitants en 2002.

## Démographie
Lors du recensement de 2002, le village comptait :
- Macédoniens : 86